# 남영역
남영역(南營驛, Namyeong station)은 서울특별시 용산구 갈월동에 있는 수도권 전철 1호선의 전철역이다. 역명과는 달리 남영동이 아닌 갈월동에 위치하고 있으며 남영동과도 약간 거리가 있다. 또한, 숙대입구역과 가까운 곳에 있다. 이 역부터 인천역, 금천구청역, 서동탄역, 신창역까지 지상 구간이고 한국철도공사 구간이다.

## 안내 구간
지하 서울역 방향에 경부선과 서울 지하철 1호선이 직결 운행하는 선로가 있고, 이 구간은 교직구간 변환을 위해 절연 구간이 있다. 경부선 영업거리표는 서울역이 기점이지만, 서울 지하철 1호선과 직결되어 운행하기 때문에 지하 서울역으로 안내된다.

## 역사
- 1974년 4월 19일 : 역사 신축 착공
- 1974년 6월 30일 : 역사 신축 준공
- 1974년 8월 15일 : 수도권 전철 1호선 개통과 함께 영업 개시
- 1983년 8월 20일 : 운전간이역으로 승격
- 2009년 12월 1일 : 철도승차권 단말기 철거
- 2014년 11월: 난간형 스크린도어 설치 완료

## 역 구조
1면 2선의 섬식 승강장이며, 스크린도어가 설치되어 있다. 좌측에 6선의 KTX, 경부선 일반 열차를 위한 통과선이 존재한다. 출구는 한 개다.

### 승강장
| ↑서울역    |
| \| ２１ \| |
| 용산↓      |

| 1 | ● 수도권 전철 1호선 | 구로 · 부천 · 인천 · 서동탄 · 천안 · 신창 방면 (일반, 급행)     |
| 2 | ● 수도권 전철 1호선 | 회기 · 광운대 · 의정부 · 양주 · 동두천 · 연천 방면 (일반, 급행) |

## 역 주변
- 남영동 대공분실
- 서울용산경찰서
- 서울특별시립 청소년문화센터
- 선린인터넷고등학교
- 선린중학교
- 신광여자고등학교
- 신광초등학교
- 용산고등학교
- 원효로1동 주민센터
- 원효로2동 주민센터
- ● 수도권 전철 4호선, ● 서울 지하철 6호선 삼각지역
- ● 수도권 전철 4호선 숙대입구역
- 숙명여자대학교
- 아세아항공직업전문학교

## 이용객 변동
| 노선  | 노선 | 일평균 인원수 (명/일) | 일평균 인원수 (명/일) | 일평균 인원수 (명/일) | 일평균 인원수 (명/일) | 일평균 인원수 (명/일) | 일평균 인원수 (명/일) | 일평균 인원수 (명/일) | 일평균 인원수 (명/일) | 일평균 인원수 (명/일) | 일평균 인원수 (명/일) | 각주  |
| 노선  | 노선 | 2000년                | 2001년                | 2002년                | 2003년                | 2004년                | 2005년                | 2006년                | 2007년                | 2008년                | 2009년                | 각주  |
| ----- | ---- | --------------------- | --------------------- | --------------------- | --------------------- | --------------------- | --------------------- | --------------------- | --------------------- | --------------------- | --------------------- | ----- |
| 1호선 | 승차 | 13,691                | 14,023                | 14,476                | 15,629                | 10,995                | 11,820                | 11,955                | 11,806                | 11,792                | 11,877                | [ 2 ] |
| 1호선 | 하차 | 12,812                | 15,139                | 16,885                | 16,333                | 11,365                | 12,447                | 12,629                | 12,643                | 12,598                | 12,602                | [ 2 ] |
| 노선  | 노선 | 일평균 인원수 (명/일) | 일평균 인원수 (명/일) | 일평균 인원수 (명/일) | 일평균 인원수 (명/일) | 일평균 인원수 (명/일) | 일평균 인원수 (명/일) | 일평균 인원수 (명/일) | 일평균 인원수 (명/일) | 일평균 인원수 (명/일) | 각주                  |       |
| 노선  | 노선 | 2010년                | 2011년                | 2012년                | 2013년                | 2014년                | 2015년                | 2016년                | 2017년                | 2018년                | 각주                  |       |
| 1호선 | 승차 | 11,618                | 11,671                | 11,436                | 11,022                | 11,041                | 11,422                | 11,799                | 11,230                | 10,776                | [ 2 ]                 |       |
| 1호선 | 하차 | 12,302                | 12,321                | 12,090                | 11,694                | 11,780                | 12,281                | 12,719                | 11,951                | 11,580                | [ 2 ]                 |       |

## 인접한 역
| 경부선                                       | 경부선                                                                     | 경부선                                          |
| -------------------------------------------- | -------------------------------------------------------------------------- | ----------------------------------------------- |
| 133 서울역 연천 방면 광운대 방면 청량리 방면 | ● 수도권 전철 1호선 경원-경인선 완행 · 경원선 급행 경부선 완행 경부선 급행 | 135 용산 인천 방면 서동탄 · 신창 방면 신창 방면 |

## 사진

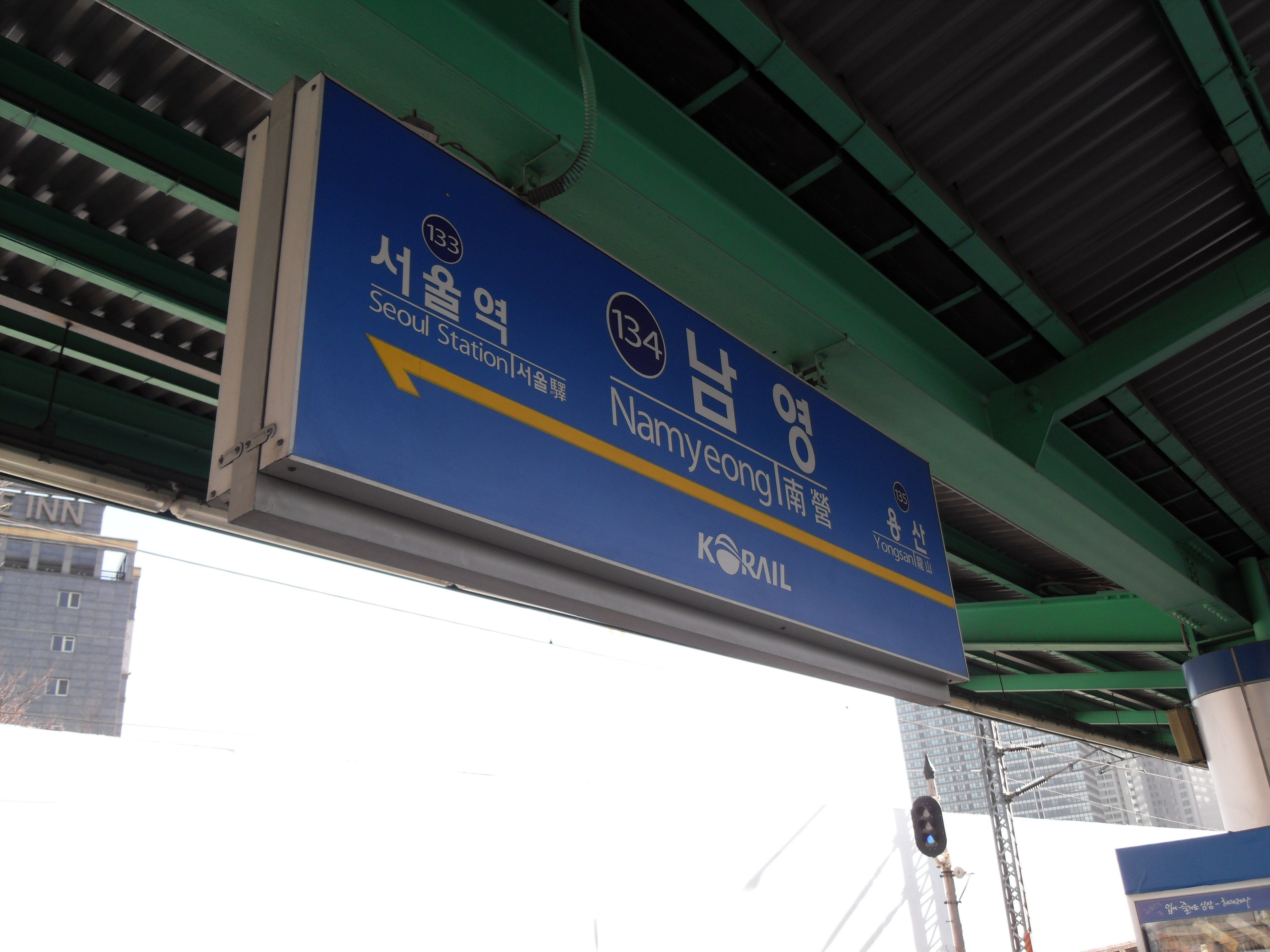
남영역 3
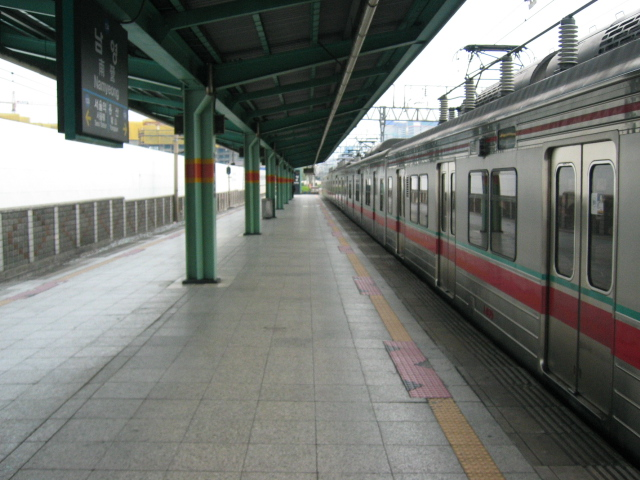
남영역 4
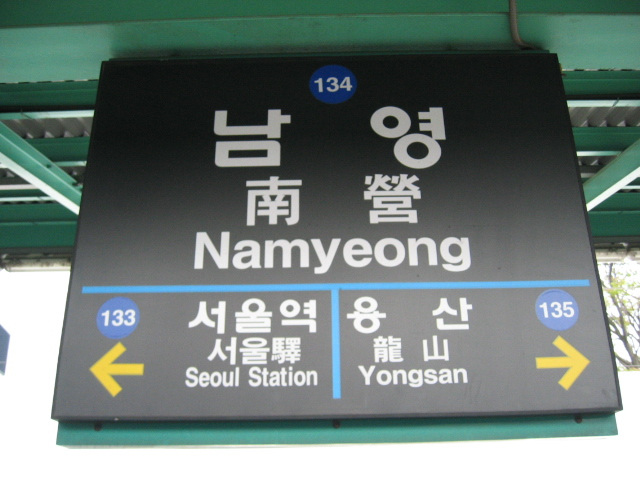
남영역 5